# Fenicië

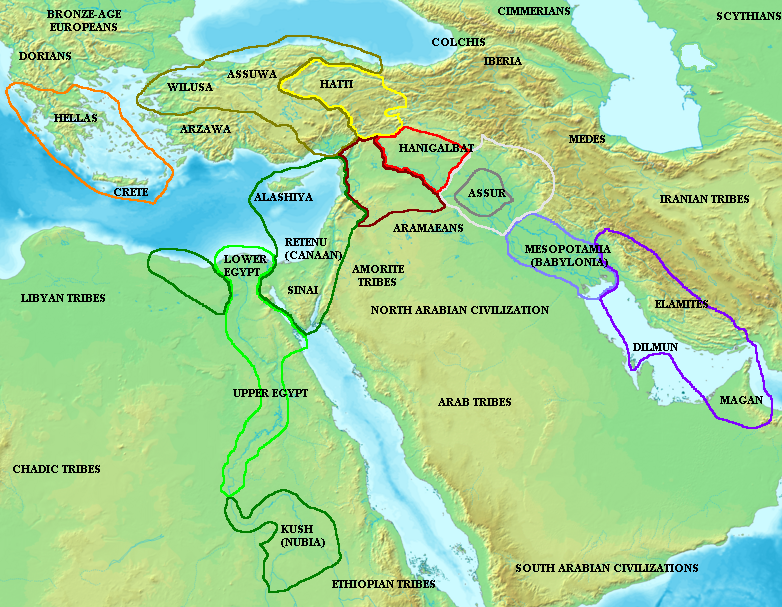
Fenicië/Kanaän 1200 v.Chr.–539 v.Chr.

Fenicië (Oudgrieks Φοινίκη / Phoiníkê, purperland), vroeger meer bekend als Phoenicië, is de regio aan de oostelijke kust van de Middellandse Zee die nu vooral het grondgebied van het huidige Libanon en Syrië vormt. Deze naam was in de oudheid gebruikelijk. De oorsprong ligt rond 2300 v.Chr. Nadat het Minoïsche Kreta in verval raakte, werden de Feniciërs tussen 1500 en 400 v.Chr. de belangrijkste zeevaarders en handelaars van de Middellandse Zee en stichtten overal koloniën. De bloeiperiode van de Fenicische cultuur liep van 1200–800 v.Chr. In het jaar 63 v.Chr. werd wat toen nog van het gebied over was samen met Syrië in het Imperium Romanum ingelijfd en tot de provincia Syria omgevormd.

## Naam
De naam Fenicië was waarschijnlijk algemeen omdat de Grieken dit volk met phoiniki (cf. Grieks Φοινίκη Phoiníkē) aanduidden. Deze naam gaat terug op het vroege Lineair B ponikijo, een term waarschijnlijk uiteindelijk van de Oude Egyptenaren overgenomen die Fnkhw gebruikten voor de Syriërs. 

Vanwege fonetische gelijkluidendheid werd het Griekse woord φοῖνιξ (phoînix) synoniem door de betrokkenheid van dit volk met de bekende purperkleurstof (Tyrisch purper) (vgl. Feniks) omwille van de vangst en verwerking van purperslakken. De Feniciërs stonden voor hun vele schakeringen in lichtere purperverven bekend. Vandaar de Griekse naam purperland. Tot op de dag van vandaag bevinden zich op het strand van de zuidhaven van Sidon metershoge schelpenresten, zoals er eerder ook in Kommos (Kreta) en in Troje voorkwamen.

## Cultuur

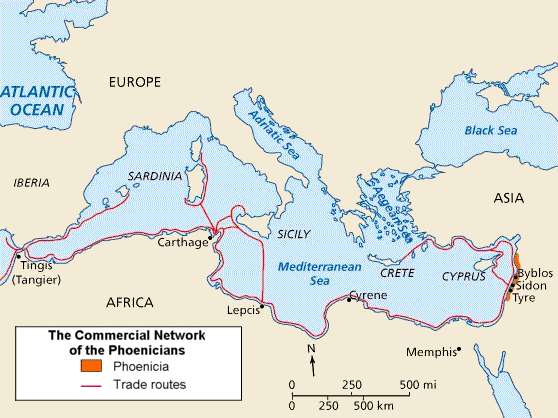
De Fenicische handelsroutes

Op grond van haar geografische ligging en latere handelsbetrekkingen was de cultuur van Fenicië beïnvloed door Minoïsch Kreta, het Oude Egypte, de culturen van het Oude Nabije Oosten en het Middellandse Zeegebied.

## Taal
Het Fenicisch was een Semitische taal, die nauw verwant was aan het Hebreeuws en ook aan de taal van het volk van Kanaän vóór de verovering door de Joden. Het Fenicisch alfabet, dat in de 12e eeuw v.Chr. ontstond, zou de basis worden van zowel de Europese alfabetten (Grieks, Latijn, Cyrillisch) alsook het Hebreeuwse en Arabische alfabet. Het was het eerste echte letteralfabet en ontstond op zijn beurt waarschijnlijk uit het Proto-Sinaïtisch.

## Religie
De godsdienst van de Feniciërs heeft veel overeenkomsten met die van de heidense Kanaänieten. Belangrijkste godheden die door de Feniciërs werden vereerd waren: Adonis - Anat - Astarte (of Isjtar) - Baäl (de heer, ook wel Melqart, koning van de stad, genaamd) - Jemshid - Kotar - Leviathan - Mot - Reshef - Shachar Shalim - Yam.

## Stadstaten
Fenicië heeft nooit een eenheidsstaat gevormd. Het was verdeeld in een aantal poleis. Tot de belangrijkste van deze poleis behoorden Sidon, Tyrus, Byblos, Aradus en Berytus, het hedendaagse Beiroet.
Lange tijd waren deze poleis onderhorig aan de grote rijken in de regio, zoals het Assyrische Rijk of het Perzische Rijk van de Achaemeniden, waarbij zij echter wel een grote mate van autonomie behielden. De Fenicische steden leverden bovendien het grootste deel van de oorlogsvloot van het Perzische Rijk. In de klassieke oudheid waren de Feniciërs in de zeehandel de grootste concurrenten van de Grieken.

## Geschiedenis

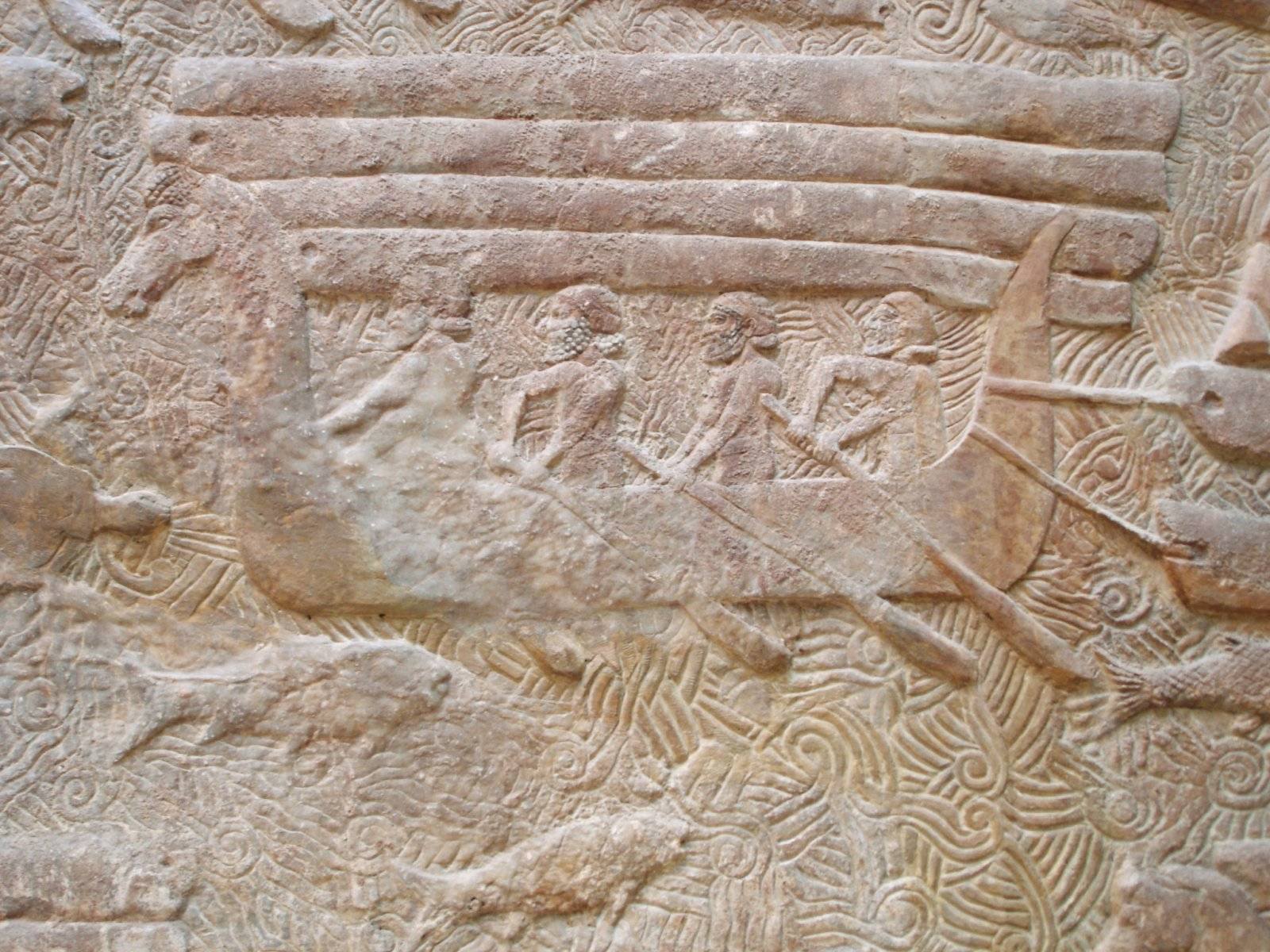
Transport van Libanees Cederhout naar Mesopotamië (uit het paleis van Sargon II, eind 8e eeuw v.Chr.)

Herodotos beweert dat hier rond 2750 v. Chr de eerste nederzettingen werden gesticht.
De Semitische taal van de Feniciërs en aanwijzingen van een invasie op de site van Byblos doen een mogelijke oorsprong in de Semietische migratiegolf vermoeden waar de vruchtbare sikkel tussen ca. 2300 en 2100 v.Chr. aan onderworpen was. Onderzoekers als Sabatino Moscati zijn echter van mening dat de Fenicische etnogenese aanvankelijk niet-Semietische volken betrof die de regio als autochtonen bewoonden, maar die met de oprukkende stammen zijn gemengd geraakt. Er zouden dus in feite twee populaties meespelen. Sumerische en Akkadische legers waren bij de aanvang van de geschreven geschiedenis al tot de Middellandse Zee doorgedrongen in dit gebied. Maar er is slechts weinig bekend over Fenicië van voor de verovering door Thoetmosis III van Egypte rond 1500 v.Chr.
Rond die tijd ontstonden de poleis in de zeesteden Sidon, Tyros, Byblos, die op hun beurt handelskolonies in het Middellandse Zeegebied stichtten. De belangrijkste nederzetting was Carthago in het huidige Tunesië. Feniciërs stonden als zeevaarders bekend en werden bijvoorbeeld ook door Egyptische farao's in dienst genomen.
De Amarnabrieven (ca. 1411-1358 v.Chr.) onthullen dat Amorieten en Hittieten de Fenicische steden aanvielen, die vazalstaten van het Oude Egypte waren (vooral Rib-Addi van Byblos en Abimelech van Tyrus). Maar tussen 1350 en 1300 v.Chr. werd Fenicië door Egypte bevrijd. De eeuw daarop bloeide Ugarit. Het werd definitief verwoest rond 1200 v.Chr.
Na de val van de Myceners kon Fenicië vrij het handelsverkeer via de zee beheren en uitbouwen, waardoor het zijn autonomie tegenover de omringende machten kon in stand houden.
Vanaf ongeveer 875 v.Chr. werd het gebied door de Assyriërs onder militaire druk tot het betalen van tribuut gedwongen. In 573 v.Chr. werd Tyros na een 13-jarige belegering door de Babylonische koning Nebukadnezar II veroverd. Vanaf 539 v.Chr. behoorde Fenicië toe aan het Perzische Rijk. Na de deelname aan de Egyptische opstand tegen Artaxerxes III werd Sidon 343 v.Chr. verwoest. Tyros werd in 332 v.Chr. door Alexander de Grote verwoest, nadat ze als enige Fenicische stad tegen zijn leger weerstand had geboden. Dit was het definitieve einde van Fenicië.
Na de dood van Alexander de Grote verloor het gebied verder aan belang.

## Fenicië en de Bijbel
In de Bijbel wordt gesproken over een partnerschap tussen koning Salomo van Israël en koning Hiram van Tyrus. Samen met Salomo had Hiram schepen uitgerust voor de vaart op Tharsish (Grieks Tartessos) in het huidige Andalusië in Zuid-Spanje en in de Rode Zee naar het land Ophir dat waarschijnlijk in Jemen of Somalië lag. Ook leverde Hiram veel van het bouwmateriaal en de arbeiders voor de grote Tempel van Salomo in Jeruzalem en voor veel van zijn andere bouwwerken. Izébel was de Fenicische echtgenote van de joodse koning Achab. Zij ijverde voor de Fenicische Baälsdienst, die zij in het rijk van de tien stammen invoerde. Haar vermeende wreedheid en vervolgingen van de joodse priesters en profeten worden beschreven in het bijbelboek 1 Koningen, de profeet Elia zou door haar zijn bedreigd en vervolgd.

## Carthago en andere kolonies
Op hun vele handelsreizen over de Middellandse Zee werden vaak kleine maar permanent bemande handelsposten op verre kusten gesticht om de handel met de plaatselijke bevolking te vergemakkelijken. Deze posten groeiden op den duur uit tot echte havensteden die soms niet onderdeden voor Tyrus en Sidon. Vele steden rond de Middellandse Zee kunnen zo bogen op Fenicische wortels. De belangrijkste kolonie van de Feniciërs was Carthago in het huidige Tunesië. Na de verovering van Fenicië door de Perzen omstreeks 500 v.Chr. werd de maritieme en commerciële invloed van Fenicië minder en werd haar rol als handelaar in de Middellandse Zee overgenomen door Carthago en de Griekse stadstaten. Carthago was de grote rivaal van de Grieken in het zuiden van Italië en op Sicilië (Magna Graecia) met hier als belangrijkste stad Syracuse.

## Referentie
- G. Herm, Die Phönizier. Das Purpurreich der Antike, München, 1985